# Laiterie (débit de boissons)
Pour les articles homonymes, voir Laiterie et Bar à lait.

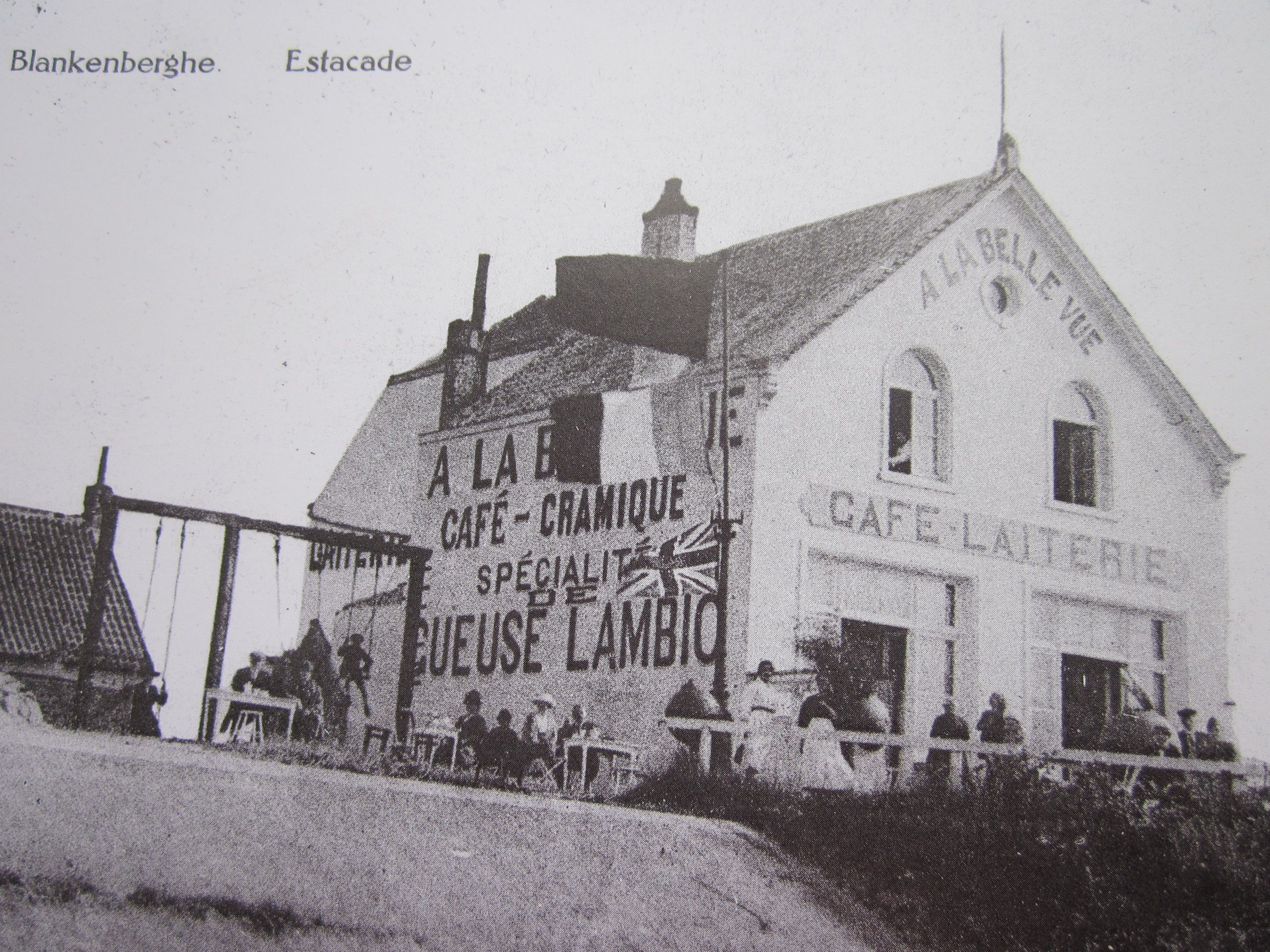
Café-laiterie À la Belle Vue, à Blankenberge en 1923.

En Belgique, principalement à Bruxelles et en Brabant flamand, ainsi que dans la périphérie liégeoise et dans le nord de la France, une laiterie ou café-laiterie est un débit de boissons où sont servies, à l'origine, principalement des boissons lactées, mais aussi des bières et de la petite restauration. En France, sous l'Ancien Régime, ce type d'établissement était installé dans des domaines royaux. En Belgique, au XIXe siècle, les laiteries sont souvent établies dans d'anciennes fermes.

## Historique

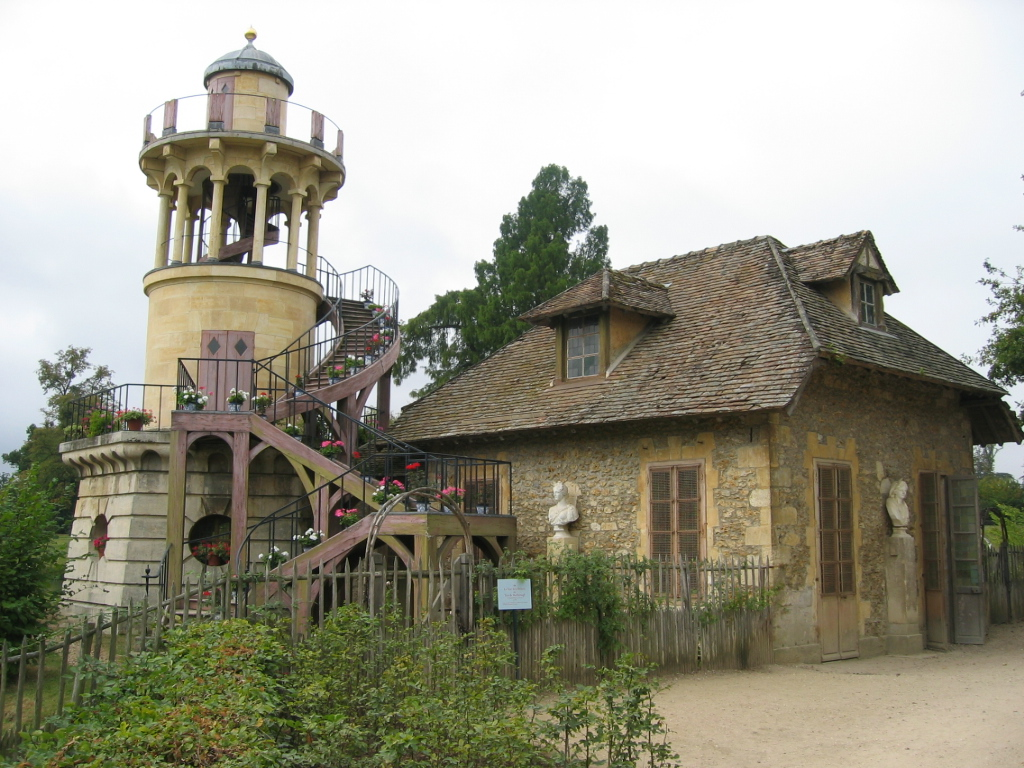
Laiterie (droite) avec la Tour de Marlborough (gauche), au hameau de la Reine à Versailles.

En France sous l'Ancien Régime, l'implantation, à côté de la « laiterie de préparation » où est traité le lait, d'une laiterie dite « de propreté » ou « d'agrément », pour la dégustation du lait, est une pratique ancienne au sein d'un domaine royal : dès le début du XVIe siècle, Catherine de Médicis en fait installer une, communément appelée la Mi-Voie (ou My-Voye), dans le parc du château de Fontainebleau « ... pour là quelquefois se divertir, et prendre du frais et du laitage »,. En 1698, Louis XIV en fait construire une derrière la cour des cigognes de la Ménagerie royale de Versailles, pour l'épouse du dauphin, Marie-Adélaïde de Savoie. 
Ces laiteries qui prennent la forme de fabriques de jardins suscitent un certain engouement, lié au retour à la nature prôné par Jean-Jacques Rousseau et au retour à l'antique selon Diderot.
Madame de Pompadour en équipe ses résidences de Crécy-Couvé, en 1752, et de Bellevue, et érige la consommation de lait d'ânesse en véritable régime diététique réputé conserver la jeunesse,. 
À Versailles, cédant à la mode, Marie-Antoinette fait aménager une laiterie au Hameau de la Reine. L'Ancienne laiterie de Madame est édifiée en 1780, non loin de là, pour sa belle-sœur, Marie-Joséphine de Savoie. En 1785, Louis XVI fait construire la laiterie de la Reine pour Marie-Antoinette dans le parc du château de Rambouillet.
Construite en pleine Révolution, entre 1790 et 1792, la laiterie du parc du Château de Méréville est une fabrique de jardin inachevée : seul le marbre blanc sur lequel s'écoulait l'eau d'une source évoquait le lait,.
Plus récente, la laiterie (ou salon d'été) du château de Champs-sur-Marne a été édifiée en 1884 sur la partie est de la cour des communs pour y déguster les productions de la ferme.

## Bruxelles et Brabant
Durant la seconde moitié du XIXe siècle, la forêt de Soignes voit se développer les activités de loisir : restaurants et cafés-laiteries aux abords de la forêt sont très fréquentés par la bourgeoisie qui contemple la nature,. 
Au Rouge-Cloître, la laiterie-restaurant Chez Émile, ouverte en 1884, propose aussi baignade, courses à ânes et pêche à la ligne. À Watermael-Boitsfort, pêcheurs et chasseurs se retrouvent au Café-laiterie de la Pêche royale ou Au repos des chasseurs. Convertie en maison d'habitation, la Petite Laiterie de la Forêt de Soignes arbore toujours son enseigne.
La percée de l'avenue de Tervueren en 1897 facilite l'accès des citadins à la vallée de la Woluwe et au Brabant flamand ; l'extension des transports en commun offre également de nouvelles possibilités d'excursions. Les Bruxellois se rendent volontiers dans la grande périphérie pour jouir du calme et déguster, dans d'anciens moulins et fermes transformés partiellement ou totalement en « café-laiteries », des tartines au plattekaas (fromage blanc) et aux radis, des omelettes, des fricadelles, ou d'autres spécialités régionales, bien vite accompagnées de leurs boissons alcoolisées favorites comme la gueuze ou la kriek,. L'ancienne abbaye de Cortenbergh accueillait aussi une laiterie durant le premier quart du XXe siècle.
Les laiteries bruxelloises les plus connues étaient celle du parc Josaphat et celle du bois de la Cambre, construite en 1871, détruite par un incendie en 1973,, qui a laissé son nom à l'avenue de la Laiterie. À Saint-Gilles, un estaminet portait l'enseigne À la laiterie du Nieuwmolen,. À Ixelles se trouvait la Laiterie du Vieux-Tilleul et à Uccle, le Vieux Cornet, une ancienne ferme transformée en laiterie au début du XIXe siècle.
Au nord de Bruxelles, à Meise, au XIXe siècle, la laiterie du Café Napoléon propose bière, lait et œufs,.
La plupart de ces établissements situés dans les faubourgs ruraux se sont trouvés progressivement englobés dans la ville en pleine expansion ; ils ont alors disparu ou ont changé d'affectation. Seuls quelques uns ont été modernisés et sont toujours en activité au début des années 2000, comme, au sud de la ville, la Laiterie de Linkebeek, installée dans une ancienne ferme à proximité de la vallée de la Senne où étaient traditionnellement brassées lambic, gueuze et kriek, et à Watermael-Boitsfort, dans le parc de la Héronnière, le café-laiterie Les Pêcheries, ouvert en 1904 et rénové au début des années 2000 à la suite d'un incendie.

## Alentours de Liège

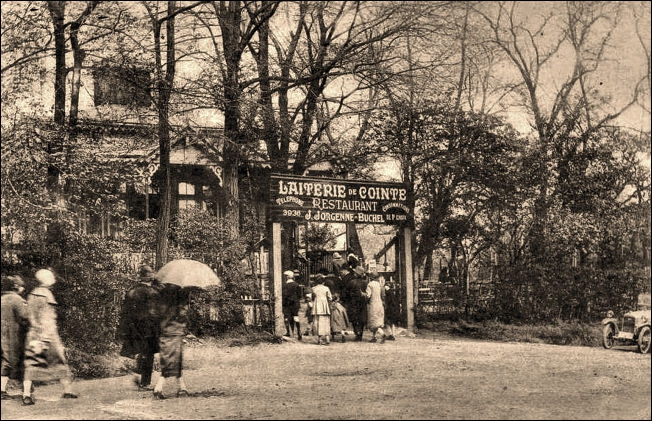
L'entrée de l'ancienne laiterie de Cointe

À la fin du XIXe siècle, de nombreuses laiteries se sont installées dans la périphérie liégeoise. Celles du Sart-Tilman attiraient les habitants de la ville de Liège et des cités industrielles de Seraing et d'Ougrée qui escaladaient la colline pour venir se ressourcer dans la forêt et savourer fricassée et tarte au riz ; la dernière laiterie du Sart-Tilman, connue avant 1949 sous le nom de « Au tout va bien », a été exploitée jusqu'en 1981. D'autres établissements, comme la laiterie de Cointe fondée en 1885, sont plutôt fréquentés par la bonne société qui vient s'y restaurer, jouer au tennis ou danser au son de l'orchestre de jazz, pendant que les enfants s'amusent sur les balançoires.
L'ancienne laiterie d'Embourg, située non loin du fort, était, dans les années 1950, le rendez-vous des jeunes amateurs de musique, amenés par camion du centre de Liège et reconduits de même à l'initiative du tenancier, ivres de musique, de bière ou de vin, car les boissons alcoolisées côtoyaient le lait sur la carte de l'établissement. Le saxophoniste Bobby Jaspar qui en était un client régulier y vint un jour accompagné de Boris Vian.

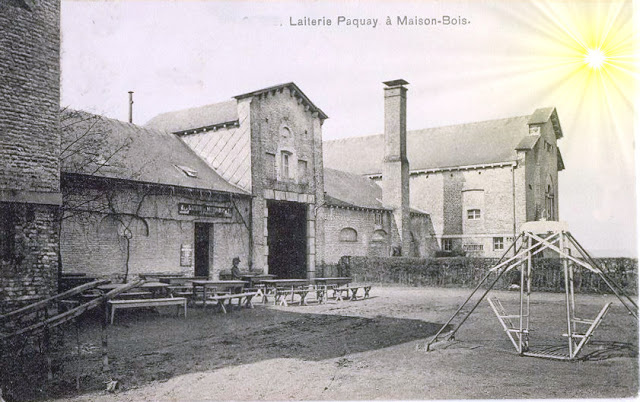
La laiterie Paquay à Maison-Bois, Theux.

Sur la colline de Chèvremont, au sommet de la montée du calvaire, à proximité de la basilique, se trouvait la laiterie de Chèvremont où les communiants venaient se rassasier lors du traditionnel pèlerinage du Lundi de Pâques. Georges Simenon, qui se rappelle les grandes tables dressées dans le pré et les escarpolettes, ainsi que la fricassée et la tarte au riz dont il était privé en raison des moyens familiaux trop modestes, l'évoque à plusieurs reprises dans ses souvenirs.
Surplombant la vallée de l'Ourthe au niveau du village de Méry sur la commune d'Esneux, la laiterie du Boubou, située sur le site classé éponyme, est de longue date un but de promenade où l'on peut encore savourer une cuisine locale au début du XXIe siècle.
D'autres anciens établissements similaires dans la région sont la laiterie du Fond-des-Cris à Chaudfontaine,, les laiteries de Beauséjour sur les hauteurs de Seraing, la laiterie de Houte-Si-Plou à Esneux, les laiteries de Kinkempois, et à Maison-Bois, sur la commune de Theux, la laiterie Paquay.

## Nord de la France

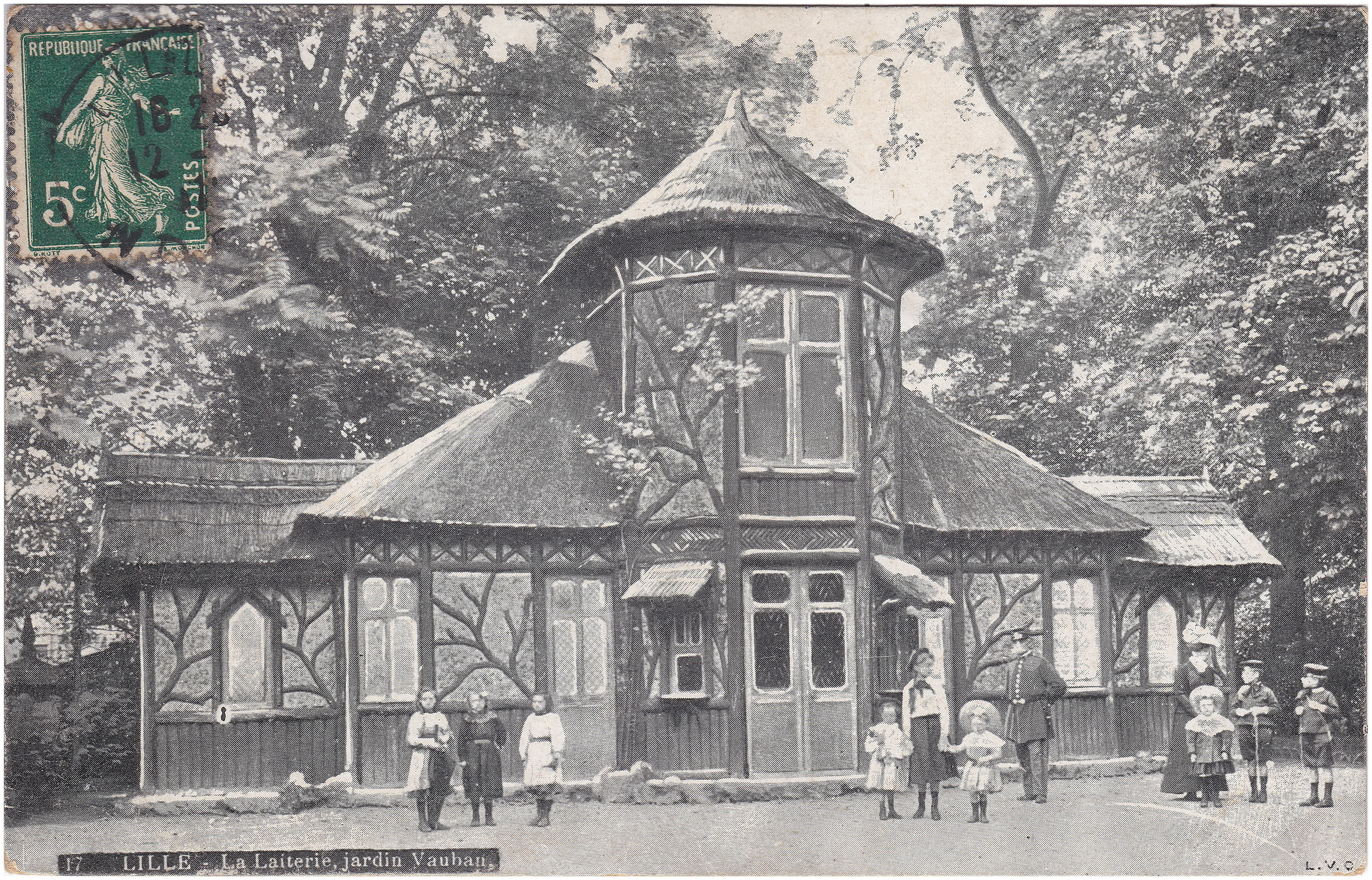
La Laiterie du jardin Vauban à Lille.

À Lille, dans le jardin Vauban, la Laiterie du Chalet aux Chèvres, construit en 1879, a servi du lait aux petits Lillois pour une somme modique jusqu'en 1953, avant d'être transformée en théâtre de marionnettes.

## Citation
« Débit de lait si beau, débit de l'eau si laid

S'il est un débit beau, c'est bien le beau débit de lait »

— Charles Trenet et Francis Blanche